# Dahlitz

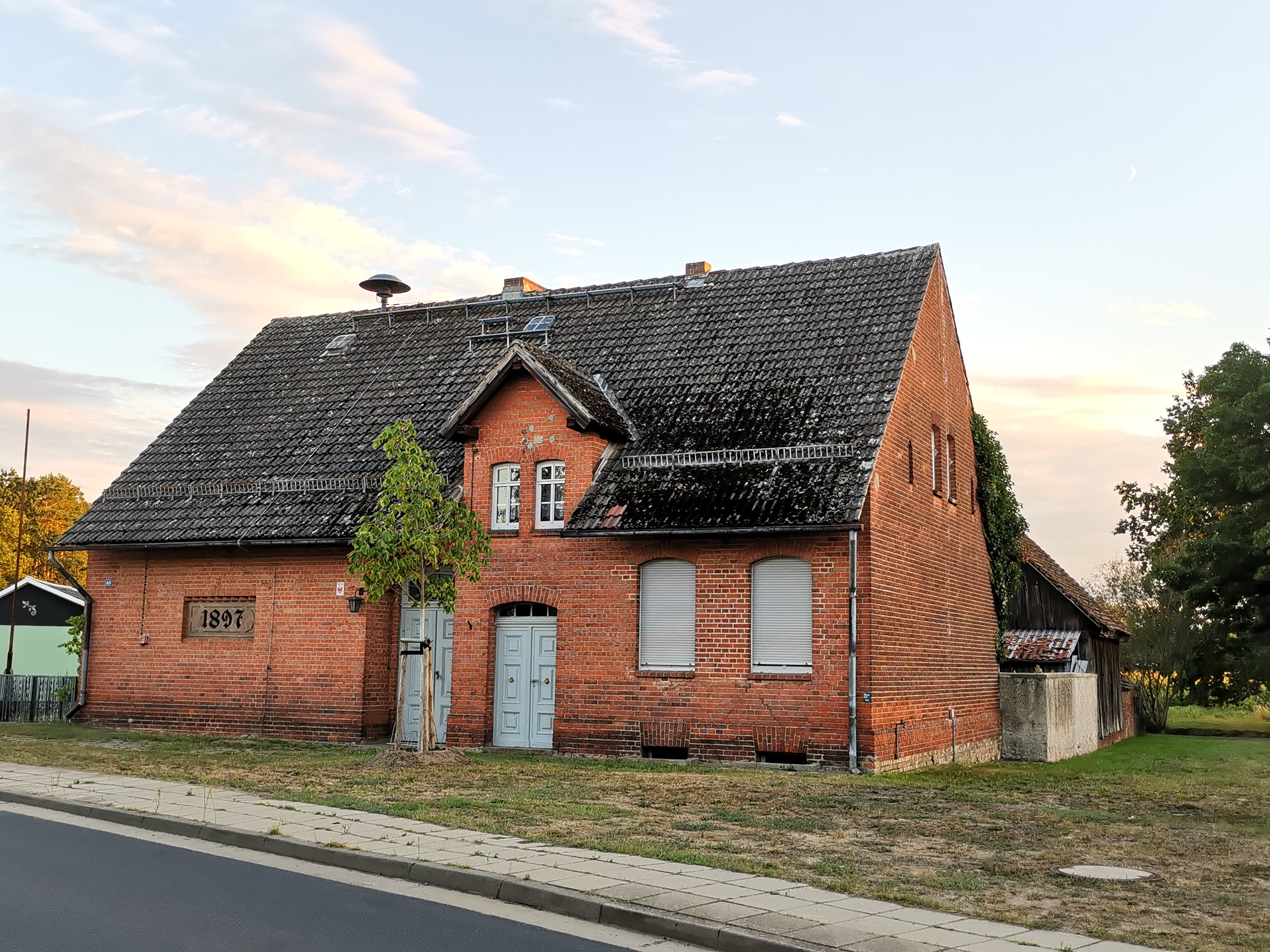
Schule in Dahlitz

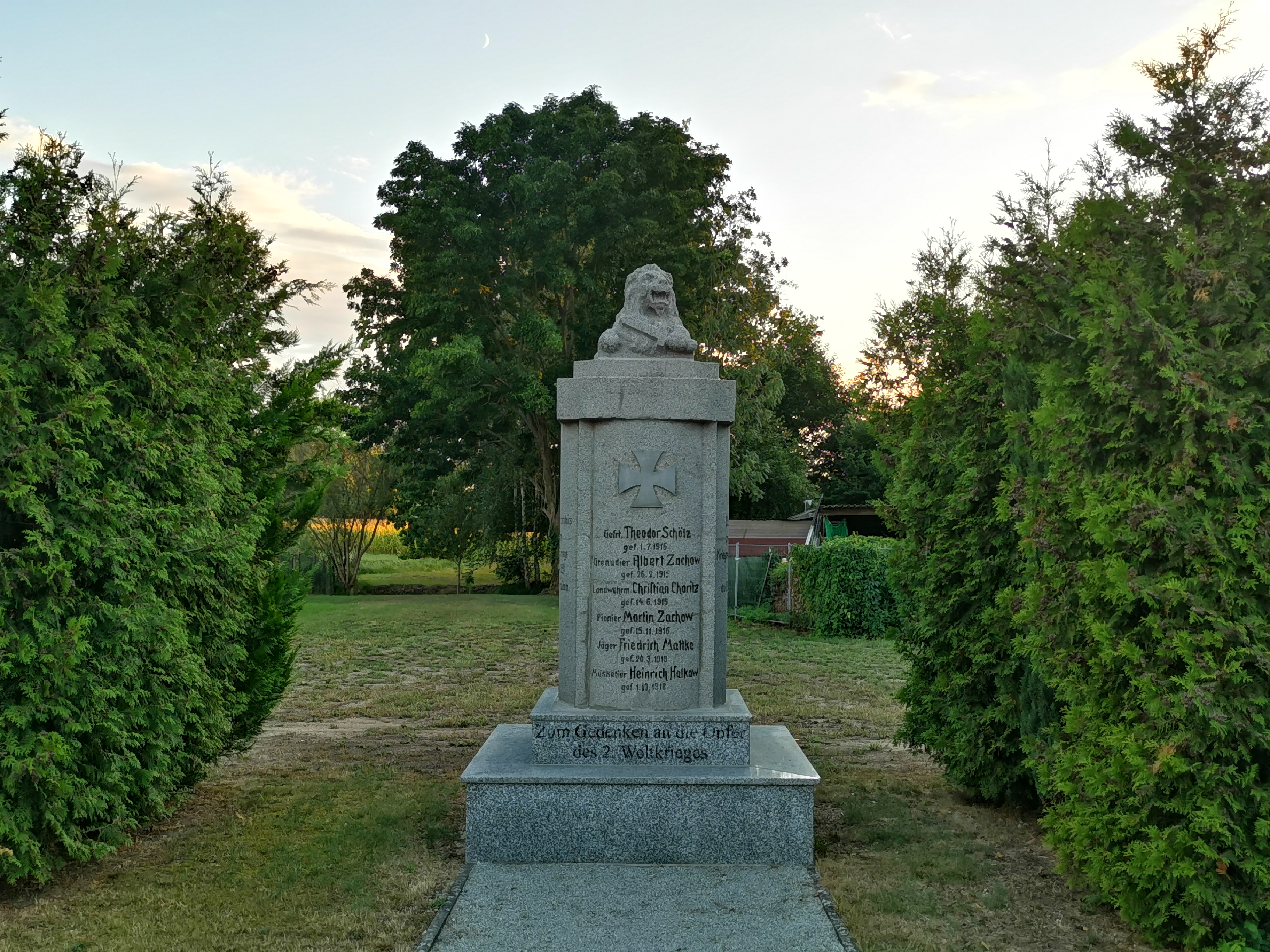
Kriegerdenkmal

Dahlitz, niedersorbisch Dalic, ist ein Ortsteil der Gemeinde Kolkwitz im Landkreis Spree-Neiße in Brandenburg. Bis zur Eingemeindung am 1. Juli 1950 war der Ort eine eigenständige Gemeinde.

## Lage
Dahlitz liegt in der Niederlausitz knapp zehn Kilometer westlich von Cottbus im amtlichen Siedlungsgebiet der Sorben/Wenden. Die Gemarkung des Ortsteils grenzt im Norden an Papitz mit Rabenau, im Osten an den Ortsteil Kolkwitz, im Süden an Glinzig, im Südwesten an Limberg und im Westen an Kunersdorf. Südlich von Dahlitz liegt das Glinziger Teich- und Wiesengebiet mit dem Unterteich, im Südwesten der Gemarkung liegt der Priorgraben.
Durch Dahlitz verläuft die Kreisstraße 7131. Südlich des Ortsgebietes verläuft die Bahnstrecke Berlin–Görlitz.

## Geschichte
Dahlitz wurde erstmals im Jahr 1400 urkundlich erwähnt. Die Einwohner lebten größtenteils von der Landwirtschaft sowie vom Fischfang. Da der Ort zur Herrschaft Cottbus gehörte, war er Teil einer markbrandenburgischen Exklave, die zunächst vom Markgraftum Niederlausitz und ab 1635 vom Kurfürstentum Sachsen umgeben war. Im Jahr 1758 wurde Dahlitz durch einen Großbrand zerstört, 1785 wurde der Ort nach einem Dammbruch in den nahegelegenen Dahlitzer Teichen vollständig überflutet. Durch den Tilsiter Frieden wurde die Herrschaft Cottbus im Jahr 1807 schließlich Teil des Königreiches Sachsen. Nach der auf dem Wiener Kongress beschlossenen Teilung Sachsens kam Dahlitz zum Königreich Preußen.
In Preußen lag Dahlitz im Regierungsbezirk Frankfurt der Provinz Brandenburg und wurde bei der Gebietsreform im Jahr 1816 dem Kreis Cottbus zugeordnet. Anfang der 1840er Jahre hatte Dahlitz 114 Einwohner in 23 Gebäuden. Kirchlich gehörte der Ort zu Kolkwitz. Bis 1864 ging die Einwohnerzahl auf 104 zurück. Laut der Topografisch-statistischen Übersicht des Regierungsbezirks Frankfurt a. d. O. gehörten zu Dahlitz damals noch drei Ausbausiedlungen und eine Wassermühle. Bei der Volkszählung vom 1. Dezember 1871 lebten in der Landgemeinde Dahlitz 126 Einwohner in 28 Haushalten. Von den Einwohnern waren 62 Männer und 64 Frauen; 36 Einwohner waren Kinder unter zehn Jahren. Laut Arnošt Muka waren im Jahr 1880 alle Einwohner von Dahlitz Sorben. Der Kreis Cottbus wurde 1886 in Landkreis Cottbus umbenannt.
Bis zum 1. Dezember 1910 stieg die Einwohnerzahl von Dahlitz auf 196. Nach dem Ende des Zweiten Weltkrieges wurde die Gemeinde Teil der Sowjetischen Besatzungszone und ab 1949 der DDR. Am 1. Juli 1950 wurde Dahlitz nach Kolkwitz eingemeindet. Nach der Kreisreform am 25. Juli 1952 gehörte der Ort zum Kreis Cottbus (ab 1954 Kreis Cottbus-Land) im Bezirk Cottbus. Nach der Wende gehörte Dahlitz zunächst zum Landkreis Cottbus in Brandenburg. Am 6. Dezember 1993 wurde der Ort im Rahmen einer Gebietsreform dem Landkreis Spree-Neiße zugeordnet, gleichzeitig fusionierte die Gemeinde Kolkwitz mit neun weiteren Gemeinden zu der neuen Großgemeinde Kolkwitz zusammen.
Ortsvorsteher von Dahlitz ist zurzeit (2019) Gerhard Dix.

## Bevölkerungsentwicklung
| Einwohnerentwicklung in Dahlitz von 1875 bis 1946 | Einwohnerentwicklung in Dahlitz von 1875 bis 1946 | Einwohnerentwicklung in Dahlitz von 1875 bis 1946 | Einwohnerentwicklung in Dahlitz von 1875 bis 1946 | Einwohnerentwicklung in Dahlitz von 1875 bis 1946 | Einwohnerentwicklung in Dahlitz von 1875 bis 1946 | Einwohnerentwicklung in Dahlitz von 1875 bis 1946 | Einwohnerentwicklung in Dahlitz von 1875 bis 1946 | Einwohnerentwicklung in Dahlitz von 1875 bis 1946 | Einwohnerentwicklung in Dahlitz von 1875 bis 1946 | Einwohnerentwicklung in Dahlitz von 1875 bis 1946 | Einwohnerentwicklung in Dahlitz von 1875 bis 1946 | Einwohnerentwicklung in Dahlitz von 1875 bis 1946 | Einwohnerentwicklung in Dahlitz von 1875 bis 1946 | Einwohnerentwicklung in Dahlitz von 1875 bis 1946 | Einwohnerentwicklung in Dahlitz von 1875 bis 1946 | Einwohnerentwicklung in Dahlitz von 1875 bis 1946 | Einwohnerentwicklung in Dahlitz von 1875 bis 1946 | Einwohnerentwicklung in Dahlitz von 1875 bis 1946 | Einwohnerentwicklung in Dahlitz von 1875 bis 1946 |
| Jahr                                              | Einwohner                                         |                                                   | Jahr                                              | Einwohner                                         |                                                   | Jahr                                              | Einwohner                                         |                                                   | Jahr                                              | Einwohner                                         |                                                   | Jahr                                              | Einwohner                                         |                                                   | Jahr                                              | Einwohner                                         |                                                   | Jahr                                              | Einwohner                                         |
| ------------------------------------------------- | ------------------------------------------------- | ------------------------------------------------- | ------------------------------------------------- | ------------------------------------------------- | ------------------------------------------------- | ------------------------------------------------- | ------------------------------------------------- | ------------------------------------------------- | ------------------------------------------------- | ------------------------------------------------- | ------------------------------------------------- | ------------------------------------------------- | ------------------------------------------------- | ------------------------------------------------- | ------------------------------------------------- | ------------------------------------------------- | ------------------------------------------------- | ------------------------------------------------- | ------------------------------------------------- |
| 1875                                              | 130                                               |                                                   | 1890                                              | 140                                               |                                                   | 1910                                              | 196                                               |                                                   | 1925                                              | 220                                               |                                                   | 1933                                              | 238                                               |                                                   | 1939                                              | 240                                               |                                                   | 1946                                              | 273                                               |

## Persönlichkeiten
- Pauline Krautz (Pawlina Krawcowa; 1890–1941), sorbische Unternehmerin

## Nachweise
1. ↑  Gemeinde- und Ortsteilverzeichnis des Landes Brandenburg. Landesvermessung und Geobasisinformation Brandenburg (LGB), abgerufen am 21. Oktober 2020.
2. ↑  Ortsteile – Dahlitz. Gemeinde Kolkwitz, abgerufen am 19. Januar 2021.
3. ↑  Topographisch-statistische Uebersicht des Regierungs-Bezirks Frankfurt a. d. O. Gustav Harnecker’s Buchhandlung, Frankfurt a. O. 1844, S. 38 (Online).
4. ↑  Topographisch-statistisches Handbuch des Regierungs-Bezirks Frankfurt a. O. Verlag von Gustav Harnecker u. Co., Frankfurt a. O. 1867, S. 39 (Online).
5. ↑  Königliches Statistisches Bureau: Die Gemeinden und Gutsbezirke des Preußischen Staats und ihre Bevölkerung. Teil II: Provinz Brandenburg, Berlin 1873, S. 218f., Nr. 13 (Online).
6. ↑  Arnošt Muka: Statistik der Lausitzer Sorben. Deutsch von Robert Lorenz. Domowina-Verlag, Bautzen 2019, S. 102 und 146.
7. ↑  Amtsblatt für die Gemeinde Kolkwitz. 26. Jahrgang, Ausgabe 9/2019, 28. September 2019, S. 22. Abgerufen am 19. Januar 2021.
8. ↑  Historisches Gemeindeverzeichnis des Landes Brandenburg 1875 bis 2005. (PDF; 331 KB) Landkreis Spree-Neiße. Landesbetrieb für Datenverarbeitung und Statistik Land Brandenburg, Dezember 2006, abgerufen am 21. Juni 2017.